# بيل تابيا
بيل تابيا (بالإنجليزية: Bill Tapia)‏ هو عازف جاز أمريكي، ولد في 1908 في هونولولو في الولايات المتحدة، وتوفي في 2 ديسمبر 2011 في لوس أنجلوس في الولايات المتحدة بسبب مرض.

## وصلات خارجية
- الموقع الرسمي
- بيل تابيا على موقع ميوزك برينز (الإنجليزية)